# Alchemilla pentagona
Alchemilla pentagona é uma espécie de rosácea do gênero Alchemilla, pertencente à família Rosaceae.